# تلمو وارگاس
تلمو اسوالدو وارگاس بنالکازار (به اسپانیایی: Telmo Oswaldo Vargas Benalcázar) (زاده ۹ اکتبر ۱۹۱۲ – درگذشته ۹ اوت ۲۰۱۳) یک نظامی و سیاستمدار اهل اکوادور بود.
تلمو وارگاس در ۹ اوت ۲۰۱۳، در سن ۱۰۰ سالگی درگذشت.